# Lawrence Krauss
Lawrence Krauss és un físic teòric i escriptor, la seva recerca se centra en l'origen i l'evolució de l'univers. Doctor en Física pel Massachusetts Institute of Technology, és Director de la Origins Initiative a Arizona State University. Amb anterioritat, ha estat Professor de Física Ambrose Swasey, Professor d'Astronomia i Director del Center for Education and Research a la Case Western Reserve University.
Té un ampli camp d'interessos, entre d'altres la interacció entre la física de partícules elementals i la cosmologia, on els seus estudis inclouen l'univers primerenc, la naturalesa de la matèria obscura, la relativitat general i l'astrofísica de neutrins.
El prof. Krauss és autor de més de 200 publicacions científiques, així com de nombrosos articles de difusió sobre física i astronomia. A més, és autor de diversos llibres de divulgació, entre ells The Physics of Star Trek i el guardonat Historia de un átomo: una odisea desde el Big Bang hasta la vida en la Tierra. Prof. Krauss ha rebut nombrosos premis per la seva recerca, entre els quals cal destacar el Presidential Investigator Award (1986).
Sovint dona conferències a públics professionals i generals, a més de participar en programes de ràdio i televisió. Krauss és també un dels pocs científics de reconeixement internacional interessats a crear ponts entre la ciència i la cultura popular.